# Dama de compañía

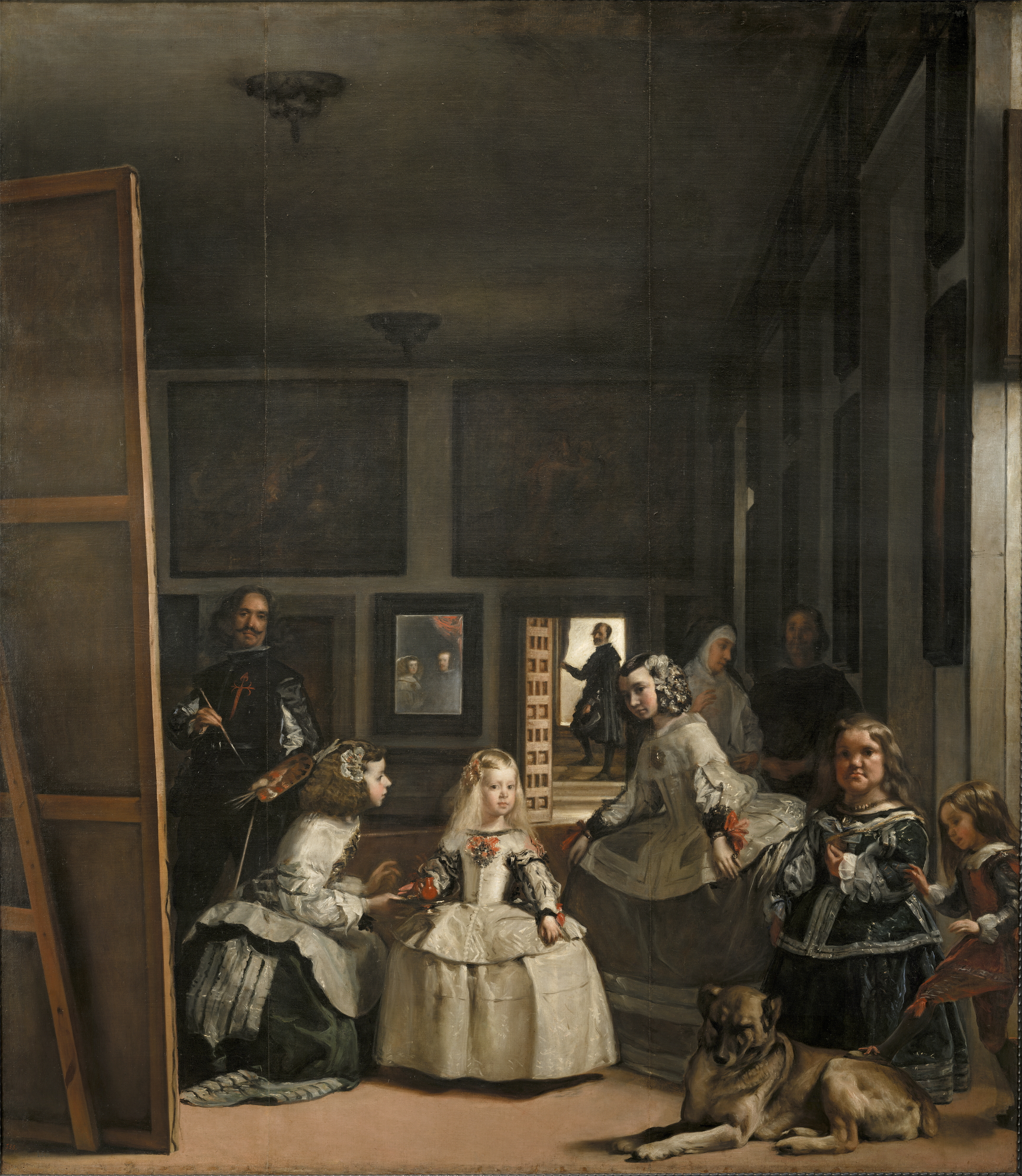
En su obra Las Meninas el genial Velázquez representa a la infanta Margarita de Austria junto a sus damas de honor Isabel de Velasco y María Agustina Sarmiento de Sotomayor. 1656.

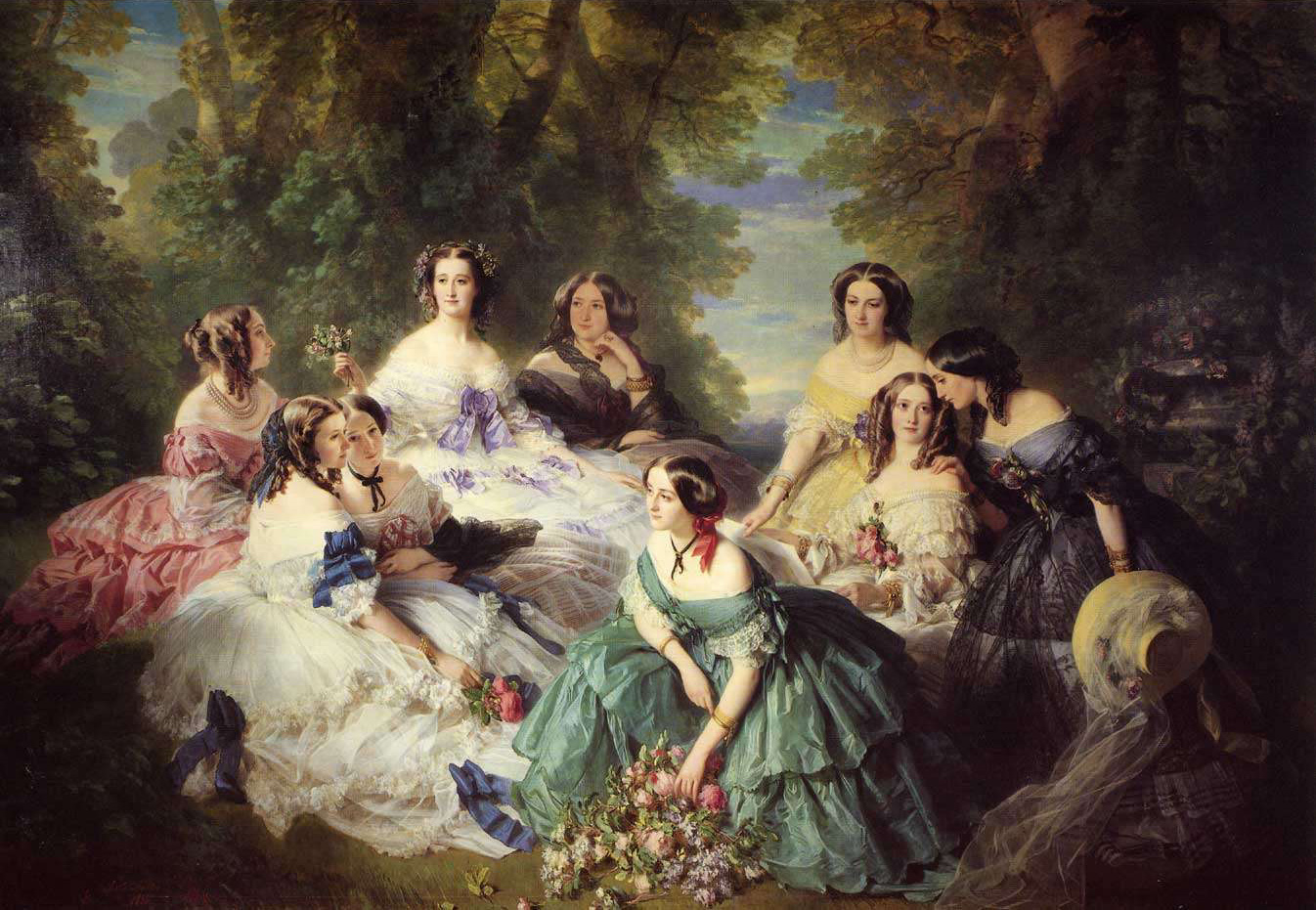
La emperatriz Eugenia rodeada de sus damas de compañía. Winterhalter, 1855.

Una dama de compañía era la asistente personal de una reina, princesa o alguna otra dama de la familia real. Con frecuencia se trataba de mujeres de noble nacimiento pero de un rango inferior al de la persona a la que asistían. No se le consideraba una doméstica y su estatus fue variando según la época y país.

## Inglaterra
En Inglaterra durante el reinado de los Tudor las damas de compañía de la reina iban divididas en cuatro categorías: 
- Grandes damas (great ladies en inglés y grandes dames en francés).
- Damas de la cámara privada (ladies of the privy chamber en inglés y dames de la chambre privée en francés).
- Damas de honor (maids of honor en inglés y demoiselles d'honneur en francés): eran las miembros más jóvenes y estaban al servicio exclusivo de la reina. Tradicionalmente la reina regente contaba con ocho damas, mientras que la consorte contaba con cuatro.
- Doncellas de cámara (chambermaids en inglés y femmes de chambre en francés).

Las más próximas a la reina eran las damas de la cámara privada, pero las más numerosas eran las damas de honor. En algunos casos se trataba de parientes de la reina quienes eran para ellas confidentes seguras. De esta forma, Elizabeth Seymour, hermana de la reina Juana Seymour, se convirtió en dama de la cámara privada junto a ella.
Las damas de compañía eran amigas de la reina y debían seguirla en todos sus desplazamientos; con frecuencia eran las reinas quienes tenían la última palabra en cuanto a la elección de sus damas de compañía.
Como dato curioso cabe anotar que tres de las esposas del rey Enrique VIII; Ana Bolena, Juana Seymour y Catalina Howard; fueron damas de compañía de la reina, mientras que su última esposa fue dama de compañía de su hija María Tudor. La efímera reina de Inglaterra Juana Grey sirvió también como dama de honor a la reina Catalina Parr antes de ser coronada en 1553.
A inicios del siglo XVIII durante el reinado de Ana I una de sus damas de compañía, la duquesa de Marlborough (1660-1744), se convirtió gracias a su estrecha amistad con la reina en el personaje más influyente de la corte y en la última de los favoritos de los Estuardo.  
En la corte del Reino Unido actual se designa como dama de compañía (lady-in-waiting, en inglés) a las mujeres que acompañan a los miembros femeninos de la familia real. Las principales son las Mistress of the Robes (que sería literalmente traducido como «señora de los ropajes» al español), quienes se encargan formalmente de las joyas y el guardarropa de la reina, casi siempre se trata de una duquesa y a diferencia de las otras damas es solo requerida para ocasiones ceremoniales. Las mujeres de la recámara (Woman of the Bedchamber, en inglés) son parte del séquito personal de la reina y le prestan servicio regular.
La fallecida princesa de Gales Diana Spencer eligió a su hermana mayor, Lady Sarah McCorquodale (n. 1955), como su dama de compañía, mientras que sus dos abuelas, Cynthia Spencer (1897-1972) y Ruth Gill (1908-1993), fueron damas de la reina madre Isabel Bowes-Lyon (1900-2002).

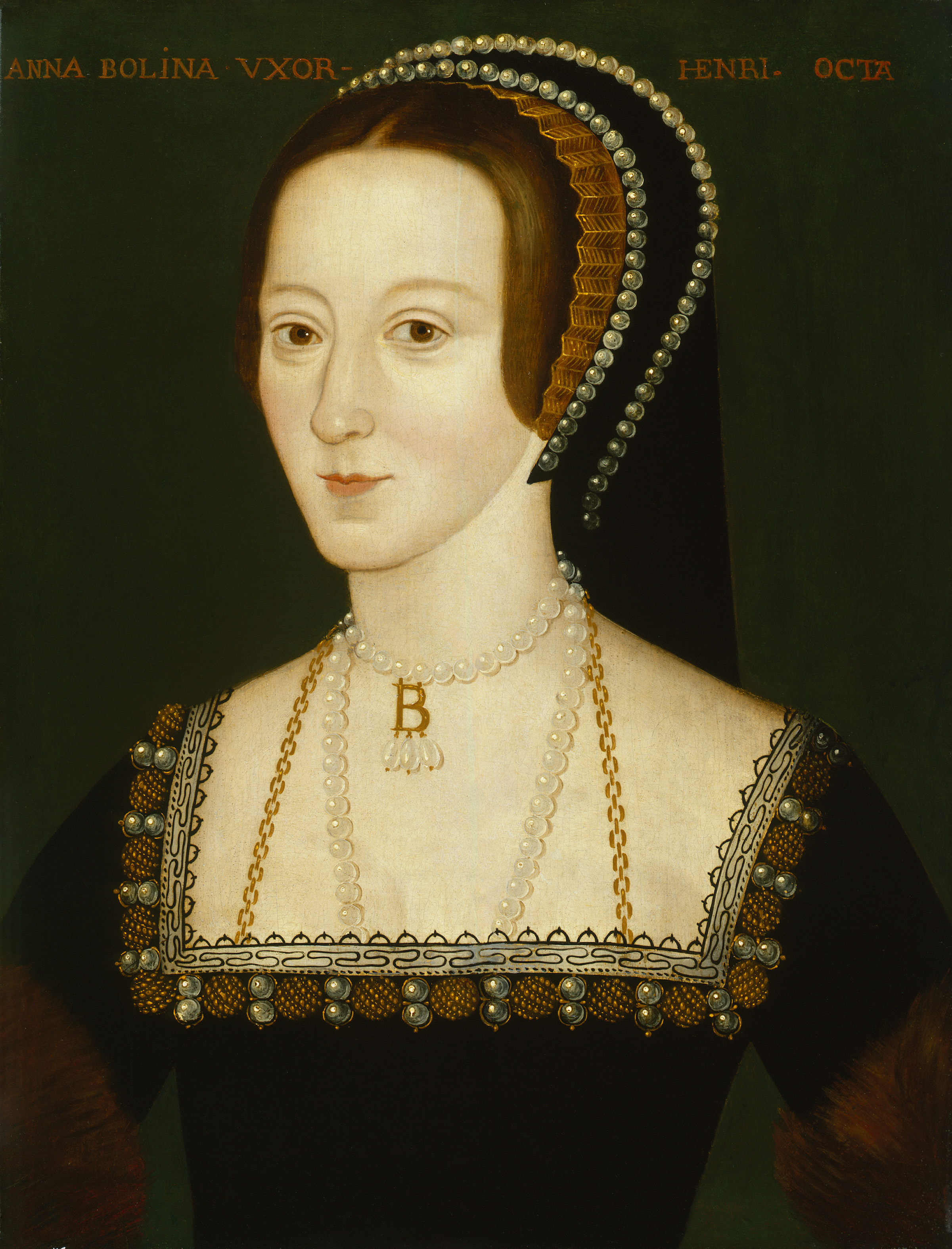
Ana Bolena (1501-1536)
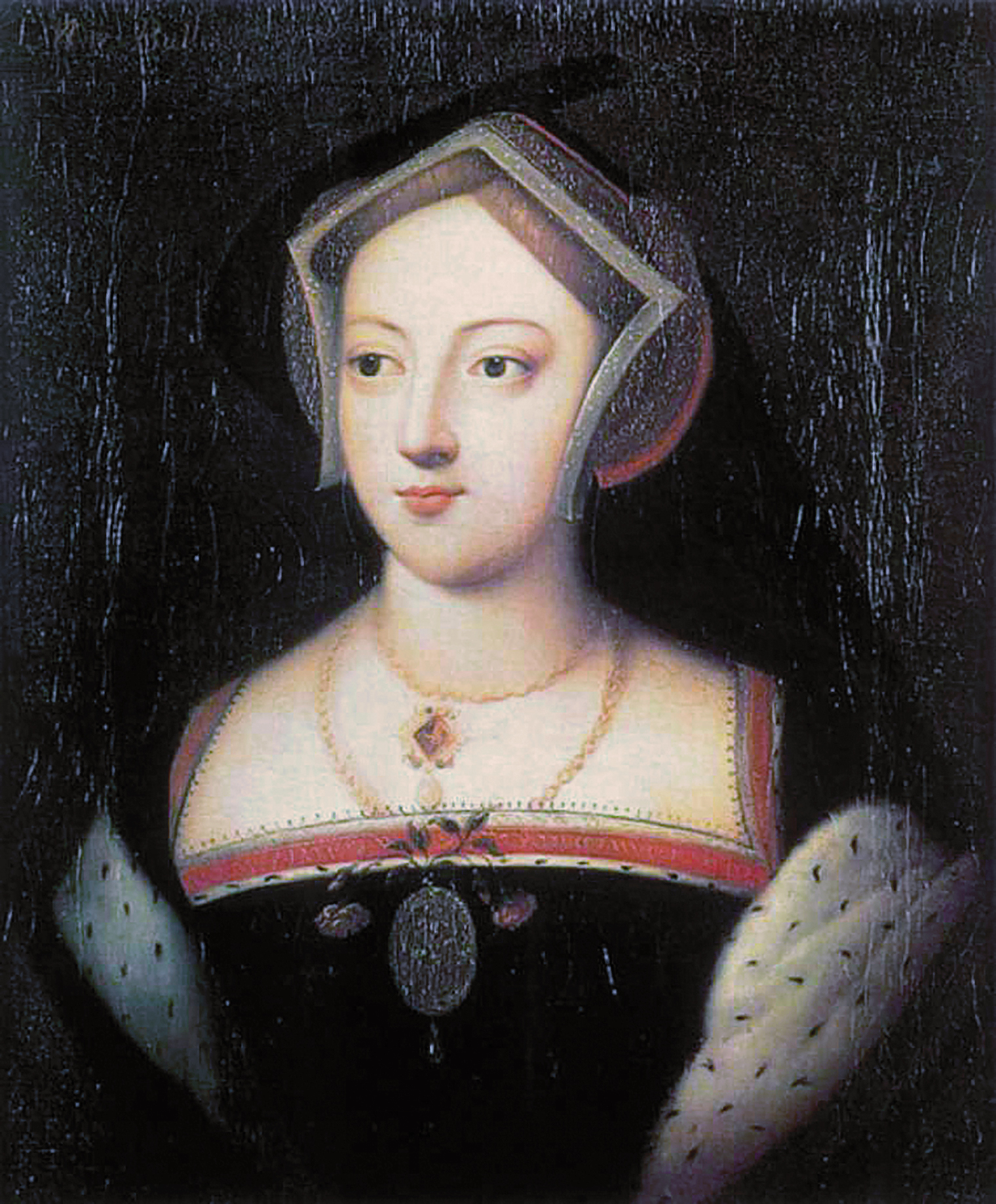
María Bolena (1499-1543)
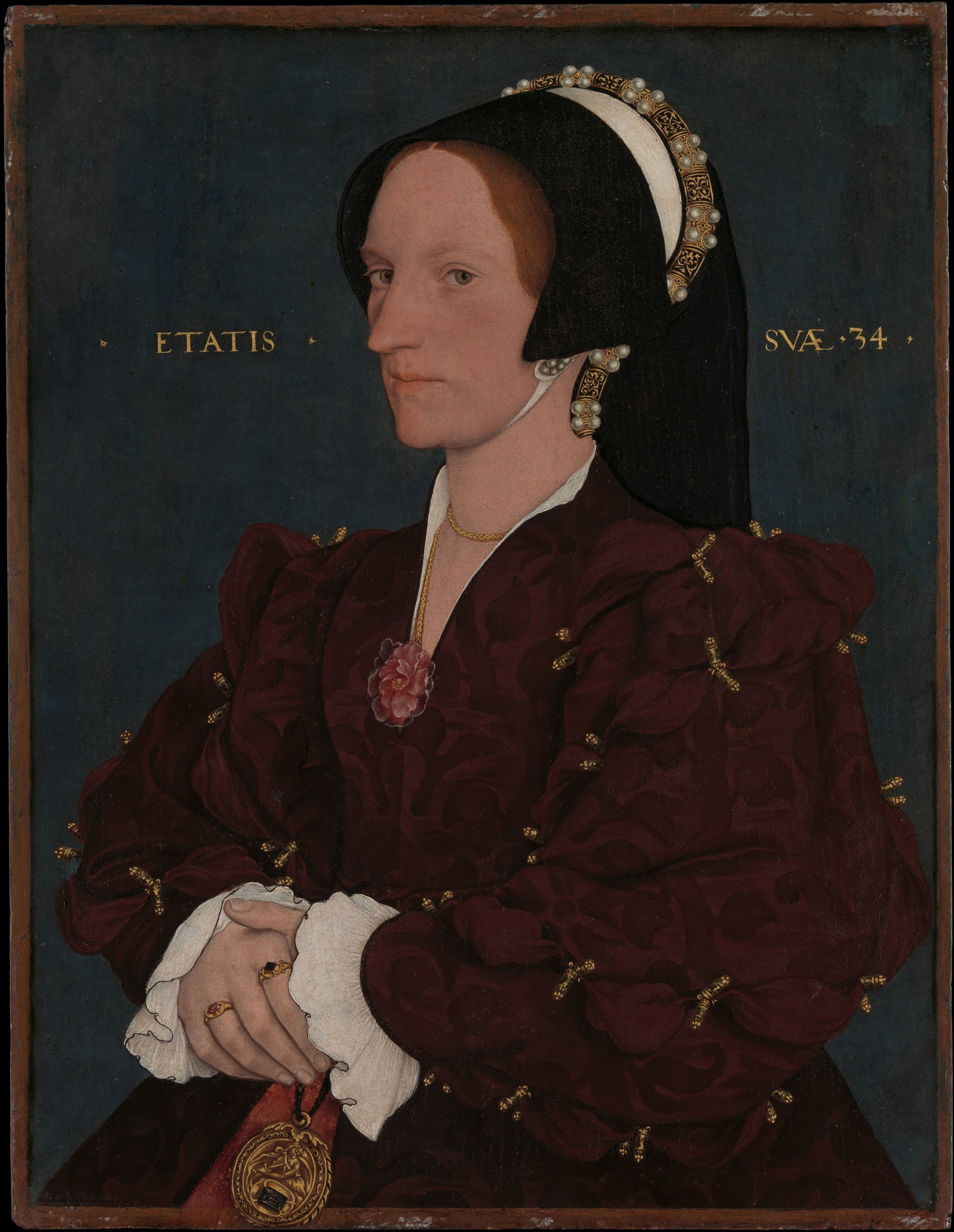
Margaret Lee, Mistress of the Robes (1506-1543)
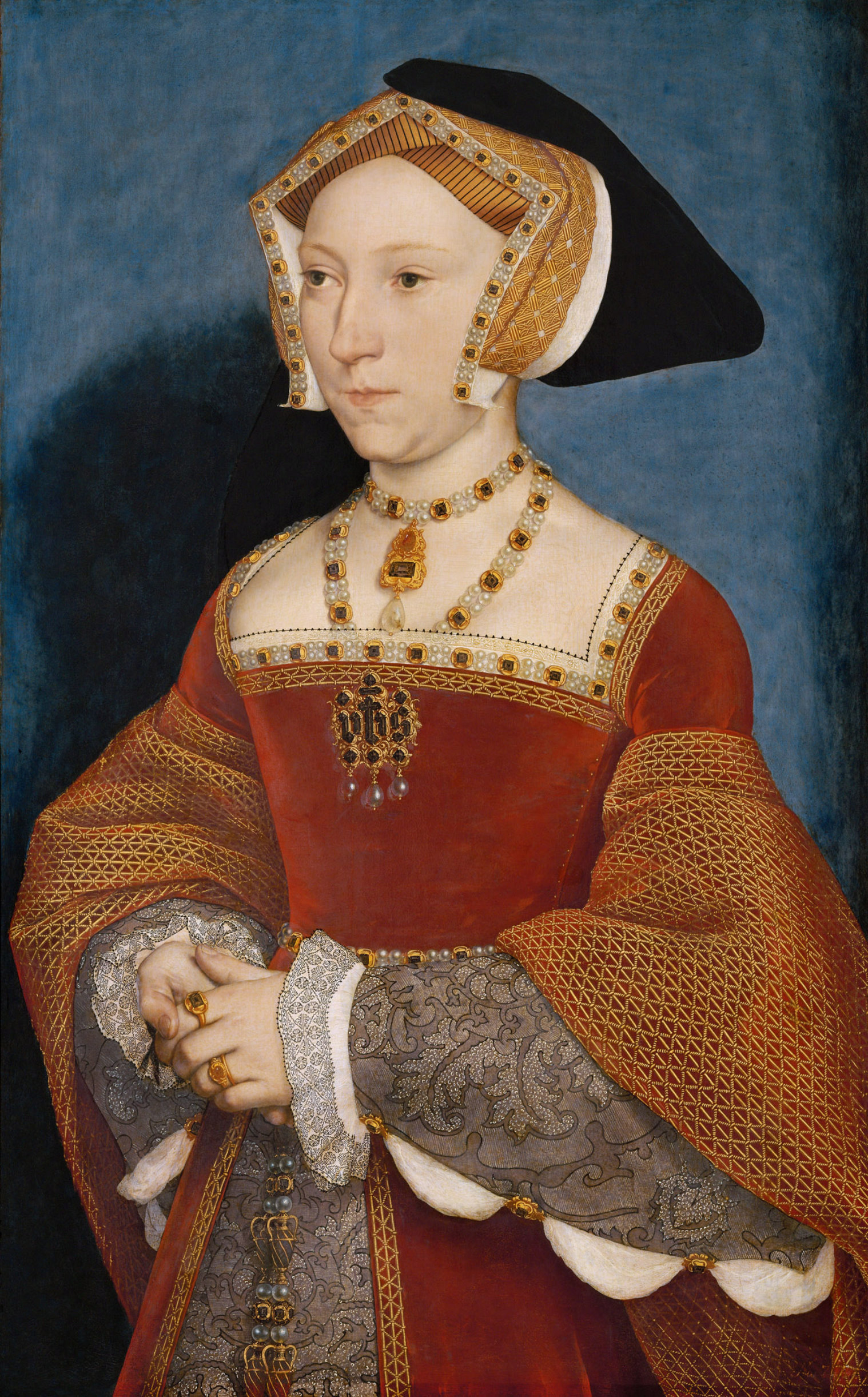
Juana Seymour (1509-1537)
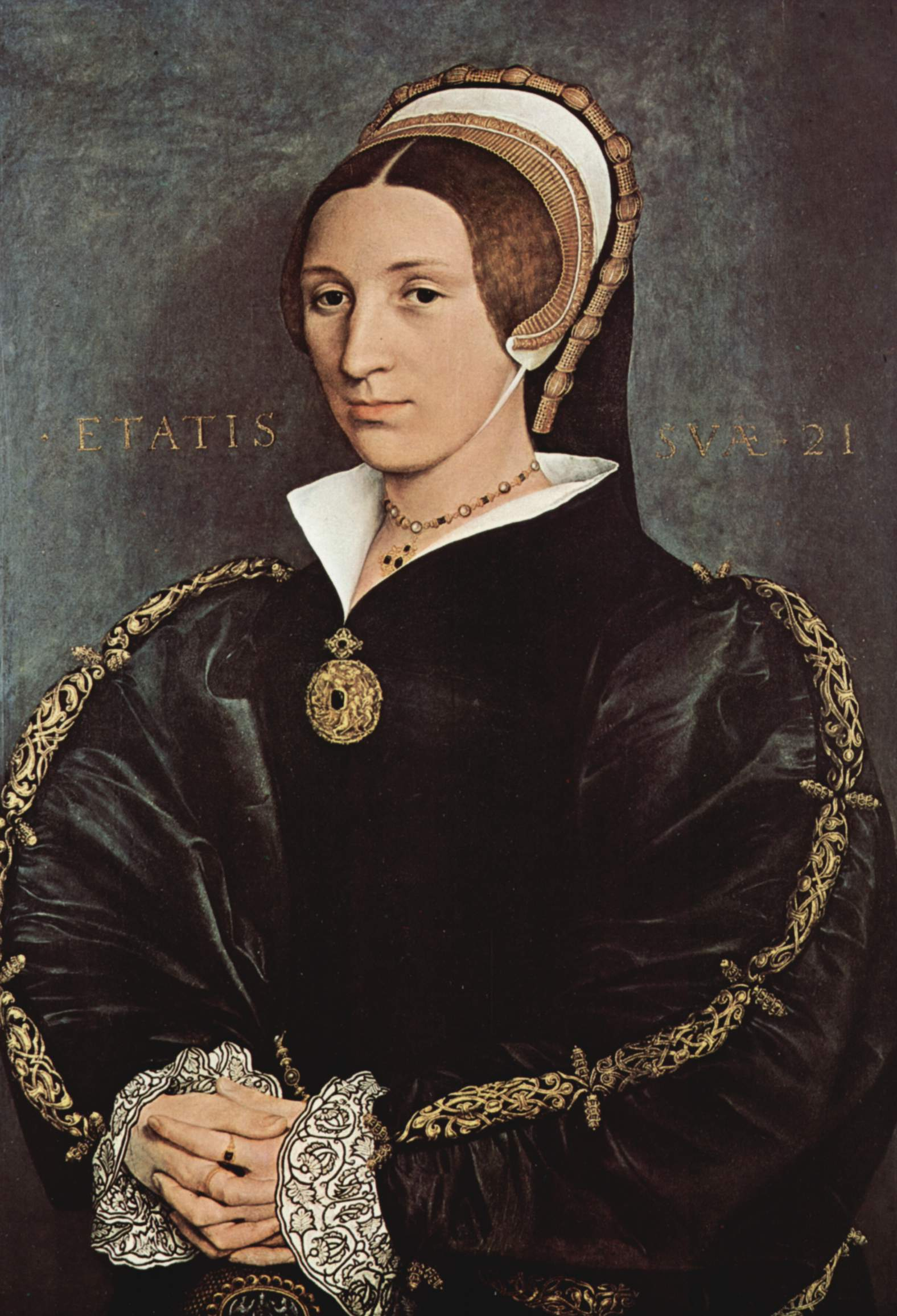
Elizabeth Seymour (1511-1563)
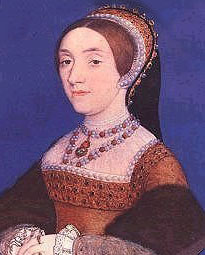
Catalina Howard (h.1520-1542)
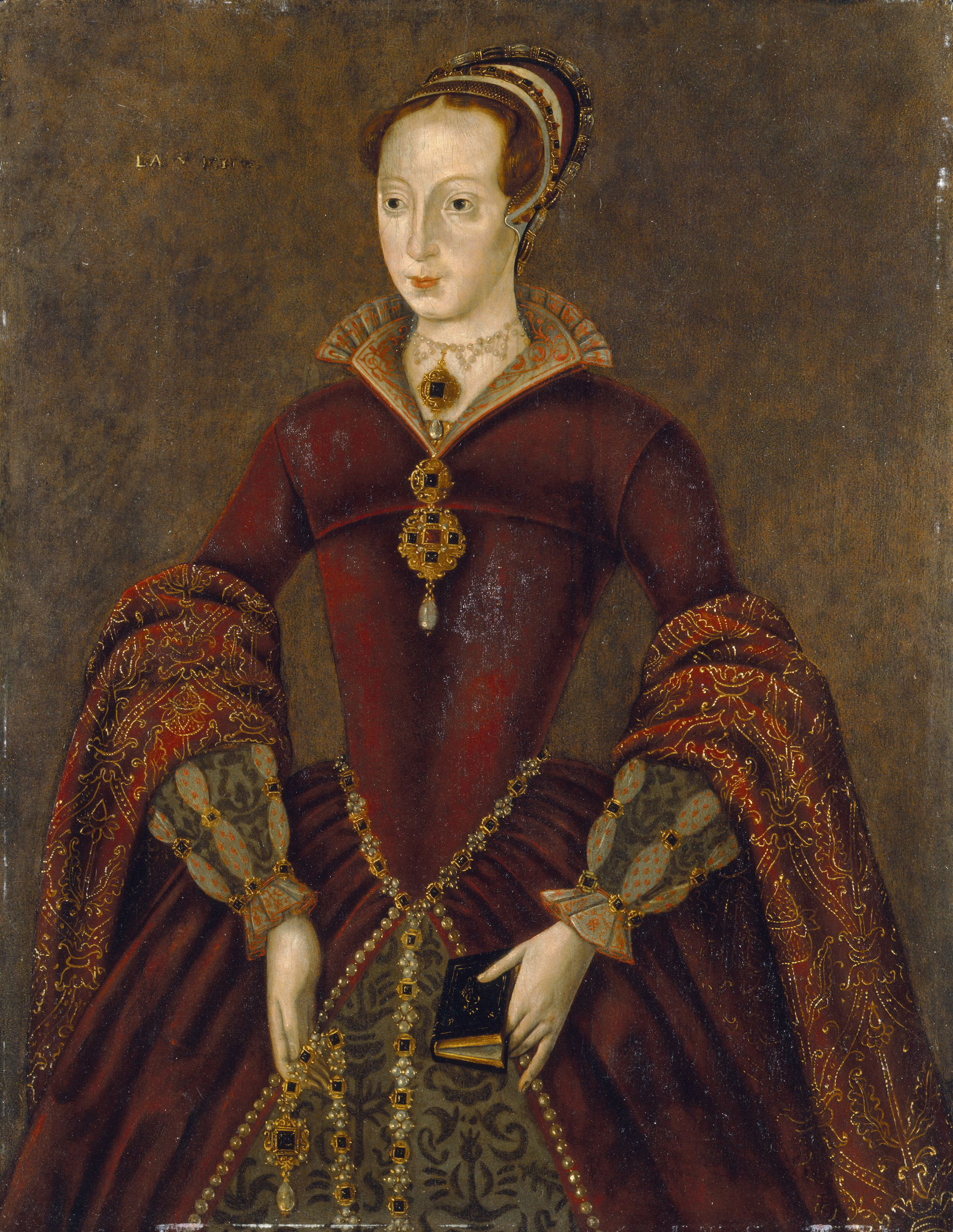
Juana Grey (1537-1554)
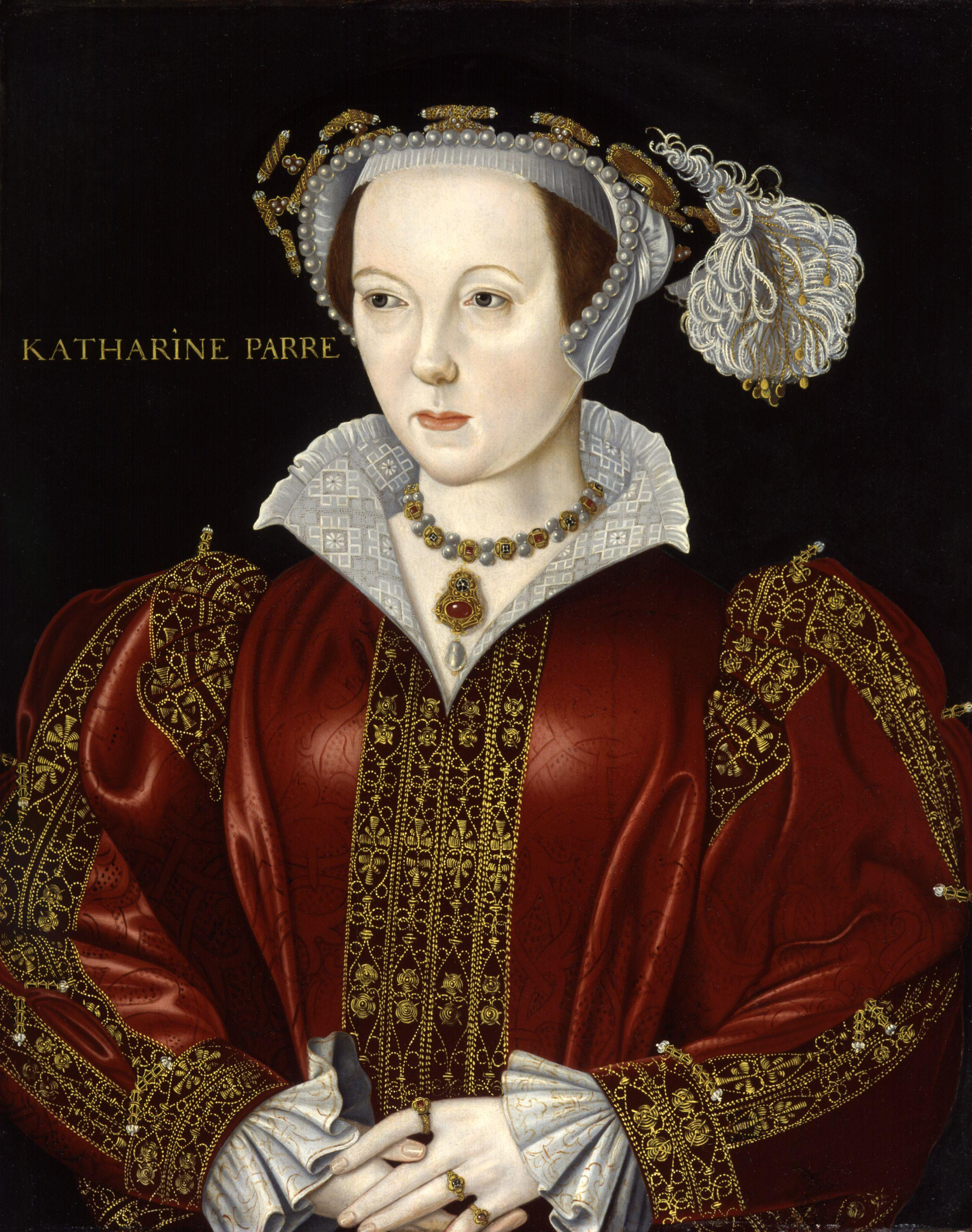
Catalina Parr (1512-1548)
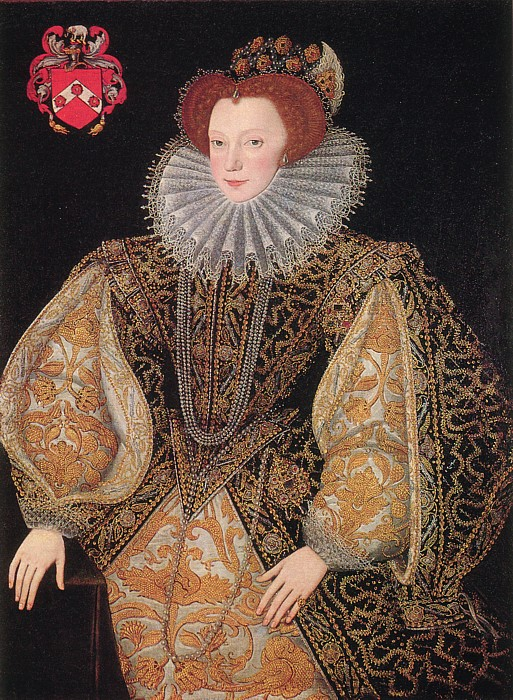
Lettice Knollys (1543-1634)
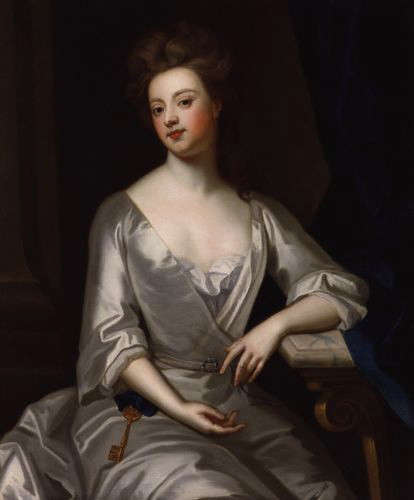
Sarah Churchill (1660-1744)
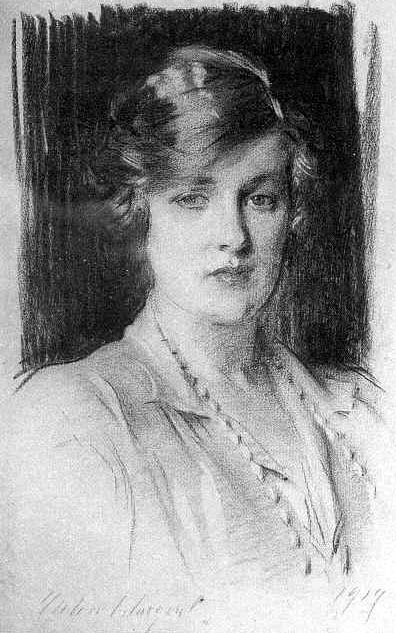
Cynthia Spencer (1897-1972)
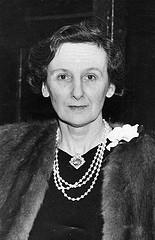
Mary Cavendish, duquesa de Devonshire (1895-1988)

## Francia
En Francia durante el reinado de los Borbones, el rol de las damas de compañía era diferente al que se estilaba en Inglaterra. Ellas eran compañía gloriosa pero distante de las reinas de Francia y otras princesas de la casa real. 
El rey Luis XIV eligió como amantes a dos de las damas de compañía, Luisa de La Vallière y Madame de Montespan, al servicio de su esposa María Teresa de Austria. En 1756, el rey Luis XV nombra a su amante, la célebre madame de Pompadour, como dama de honor de su esposa María Leszczynska. Bajo el reinado de Luis XVI, muchas de las damas de compañía preferidas de María Antonieta, como la célebre madame de Polignac, llegaron a alcanzar mucha influencia en la corte y amasaron grandes fortunas. Más tarde, las damas de compañía se convirtieron en amigas discretas de las reinas de Europa. Actualmente, en Francia, se utiliza el término de dama de compañía para designar a una asistente 
(fr: auxiliaire de vie), cuya función es ayudar a personas con algún impedimento físico.

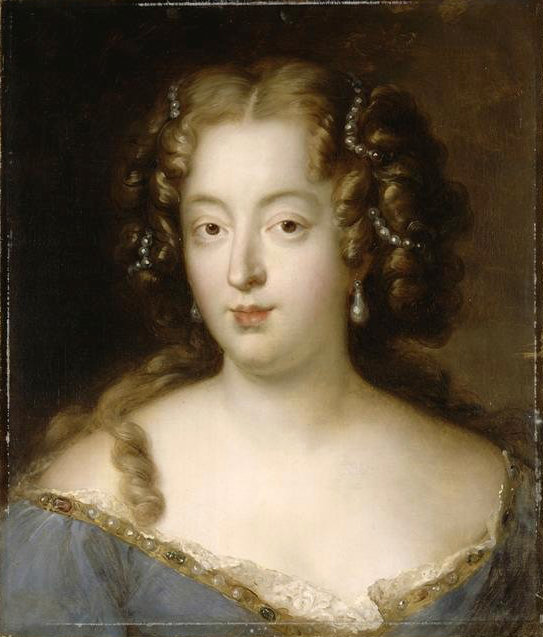
Luisa de La Vallière (1644-1710)
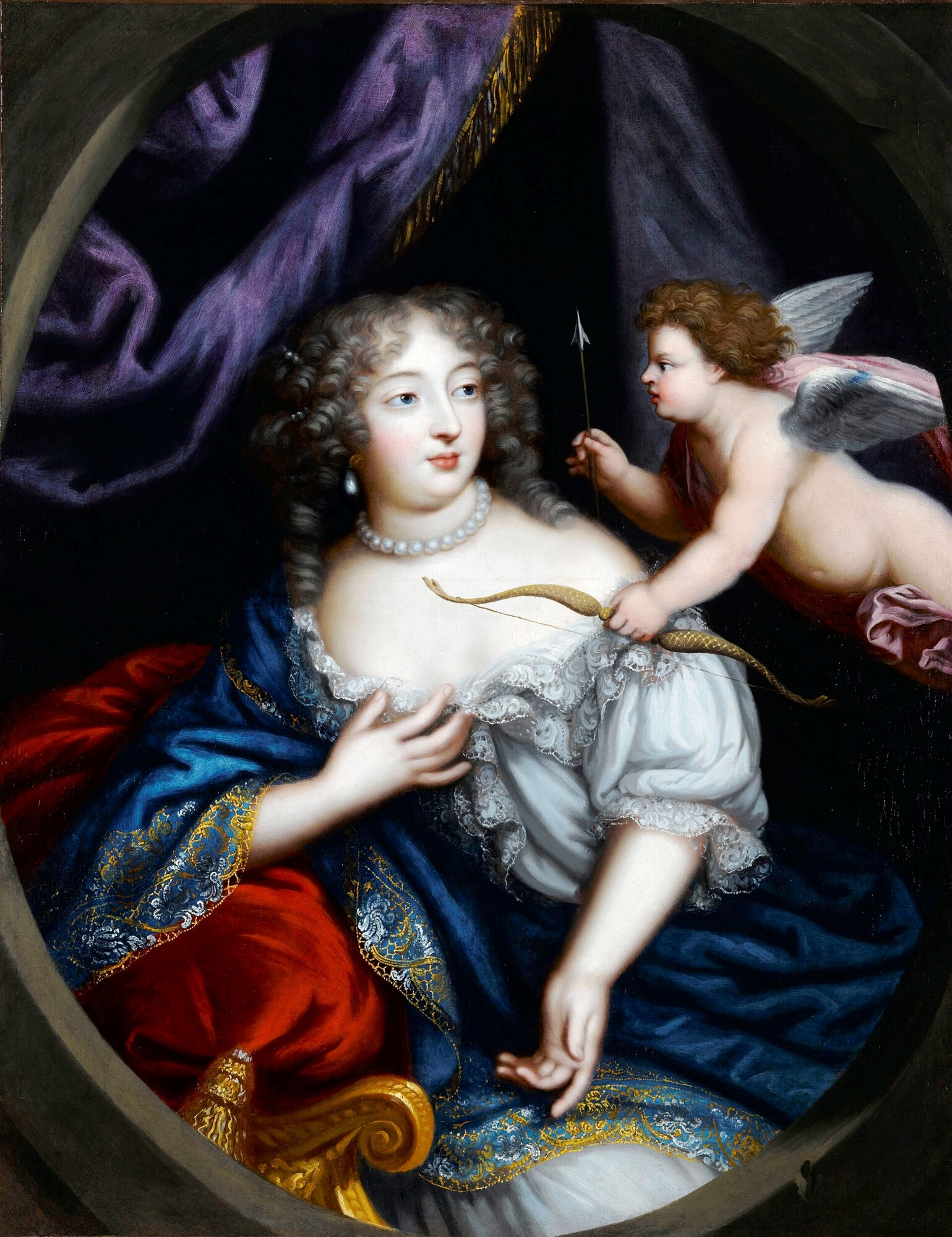
Madame de Montespan (1640-1707)
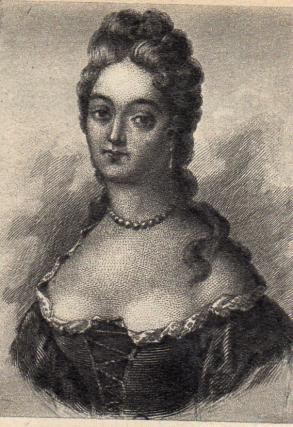
Marie-Émilie de Joly de Choin (1670-1732)
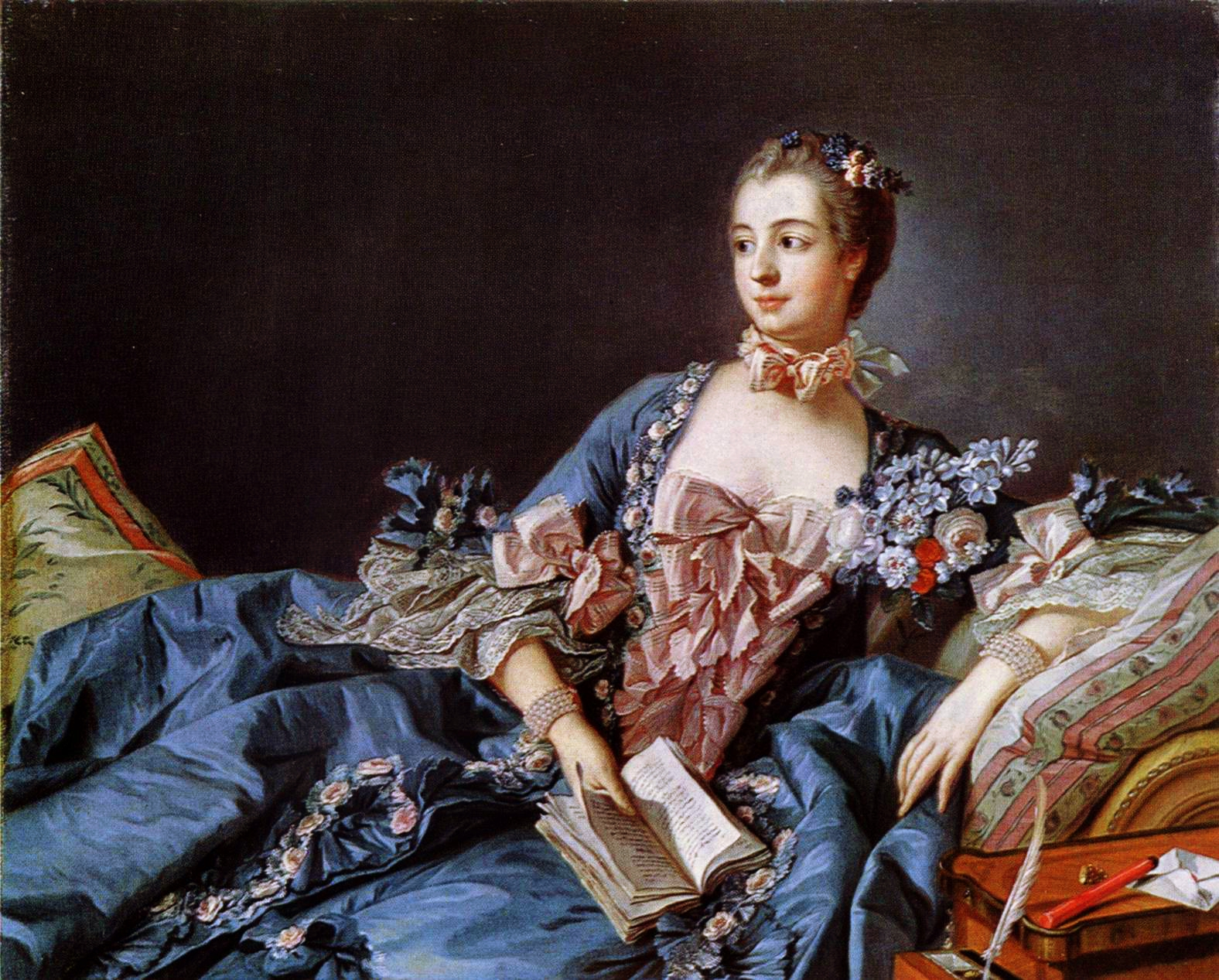
Madame de Pompadour (1721-1764)
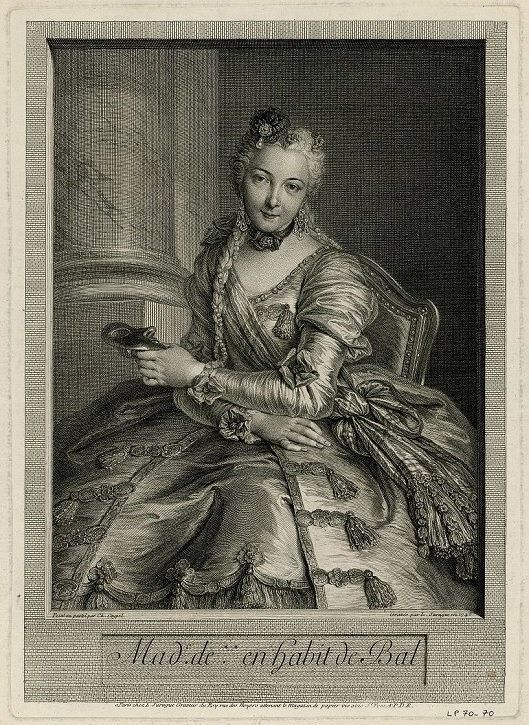
Condesa de Noailles (1729-1794)
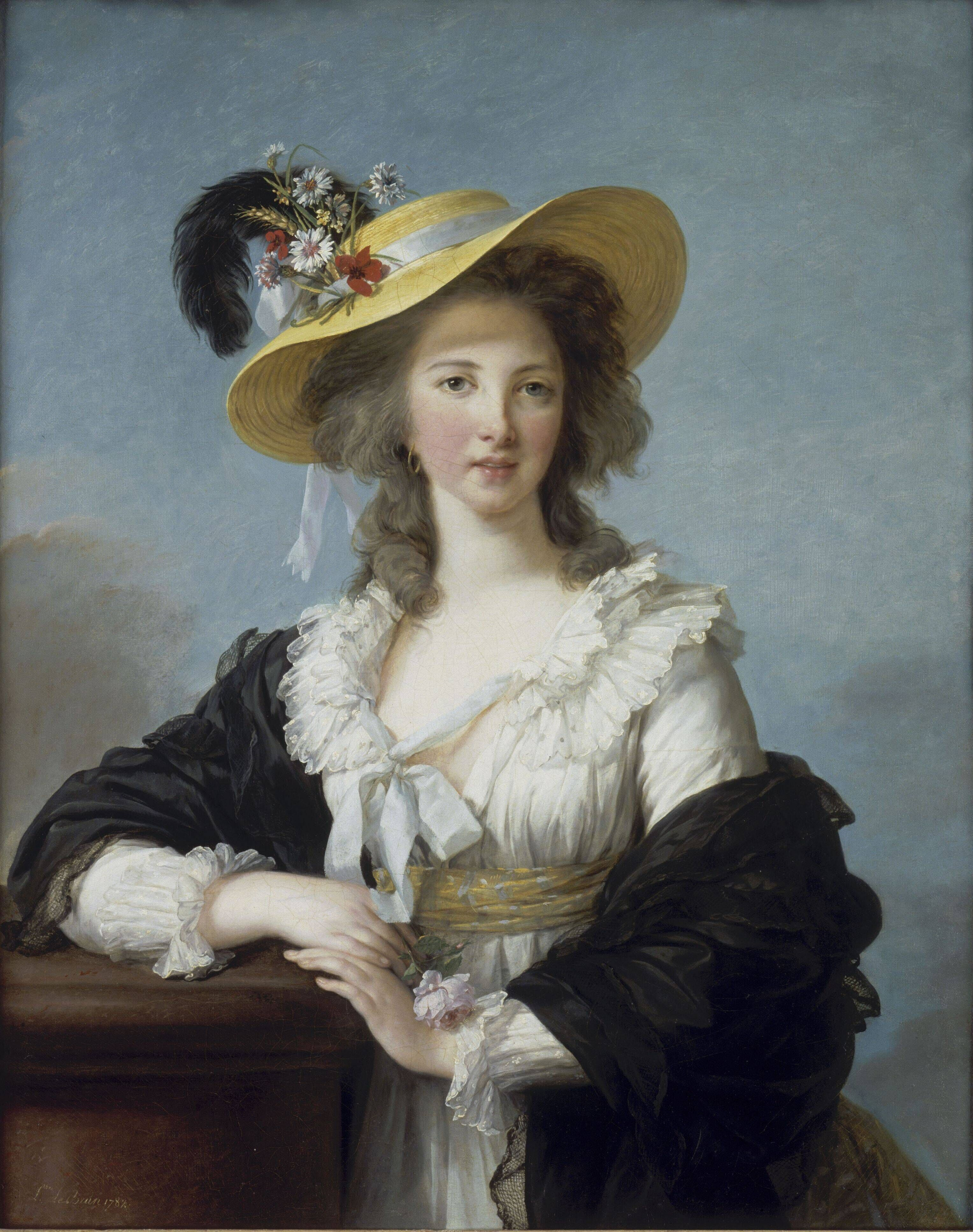
Mme. de Polignac (1749-1793)
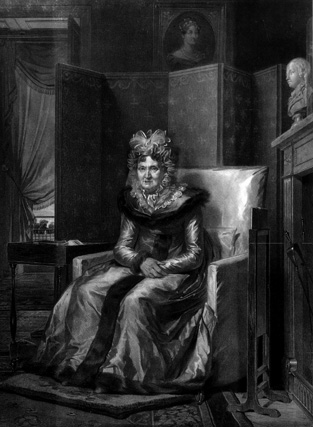
Marquesa de Tourzel (1749-1832)
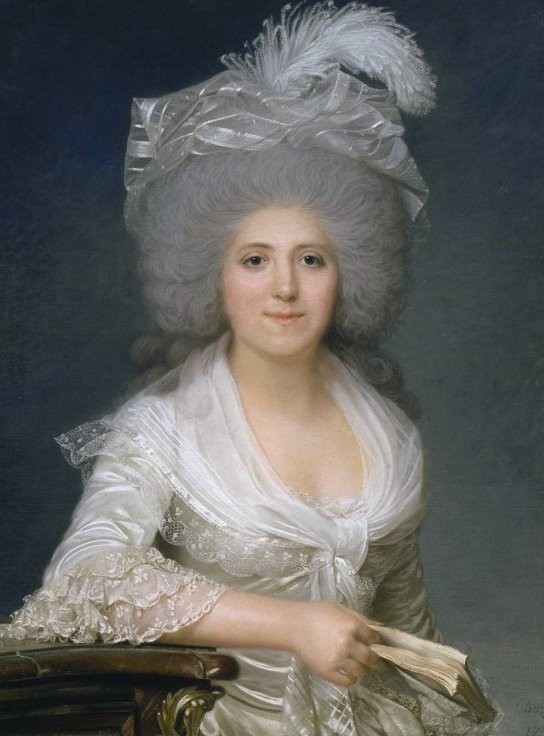
Mme. Campan (1752-1822)
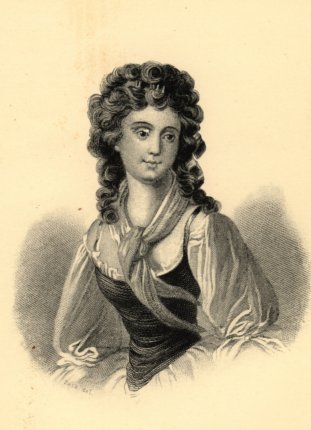
Madame de Genlis (1746-1830)

## Matrimonio morganático
Varios príncipes europeos decidieron casarse con damas de compañía de sus parientes pero por motivo de la diferencia de rangos estos matrimonios solo podían ser morganáticos, lo que implicaba el impedimento a la esposa a ser tratada como miembro de la familia real y en la mayoría de los casos la renuncia a sus derechos sucesorios. Algunas de los más famosos ejemplos fueron:
- Marie-Émilie de Joly de Choin (1670-1732), era dama de honor de María Ana de Borbón, una de las hijas legitimadas de Luis XIV y Luisa de La Vallière, el Gran Delfín se casó con ella al enviudar de su primera esposa en 1690.
- Julia de Hauke (1825-1895), estando al servicio de María de Hesse-Darmstadt, esposa del zar Alejandro II de Rusia, se enamoró de ella el príncipe Alejandro de Hesse-Darmstadt quien la desposó. Sus descendientes originaron la Casa de Battenberg y están entroncados con la mayoría de familias reales europeas.
- Sofía Chotek (1868-1914), era dama de la esposa del archiduque Federico de Austria-Teschen, en 1899 se casó con Francisco Fernando de Austria, heredero al trono austrohúngaro. Ambos murieron asesinados en 1914.

## Otros usos del término
En algunos países el término «dama de compañía» tiene una connotación peyorativa debido a que es asociado con la prostitución, siendo usado a modo de eufemismo.